# Miloš Katić
Miloš Katić (Belgrado, 4 gennaio 2000) è un giocatore di football americano serbo, che gioca nel ruolo di defensive back per i Fehérvár Enthroners.

## Palmarès
- 2 Serbian Bowl (Beograd Vukovi, 2021, 2022)